# فرودگاه انسنادا
فرودگاه انسنادا (به انگلیسی: Ensenada Airport) یک فرودگاه نظامی با کد یاتا ESE است که یک باند فرود آسفالت دارد و طول باند آن ۱۴۹۱ متر است. این فرودگاه در کشور مکزیک قرار دارد و در ارتفاع ۲۰ متری از سطح دریا واقع شده است.

## شرکت‌های هواپیمایی و مقصدهای پروازی

### Air Taxi Services

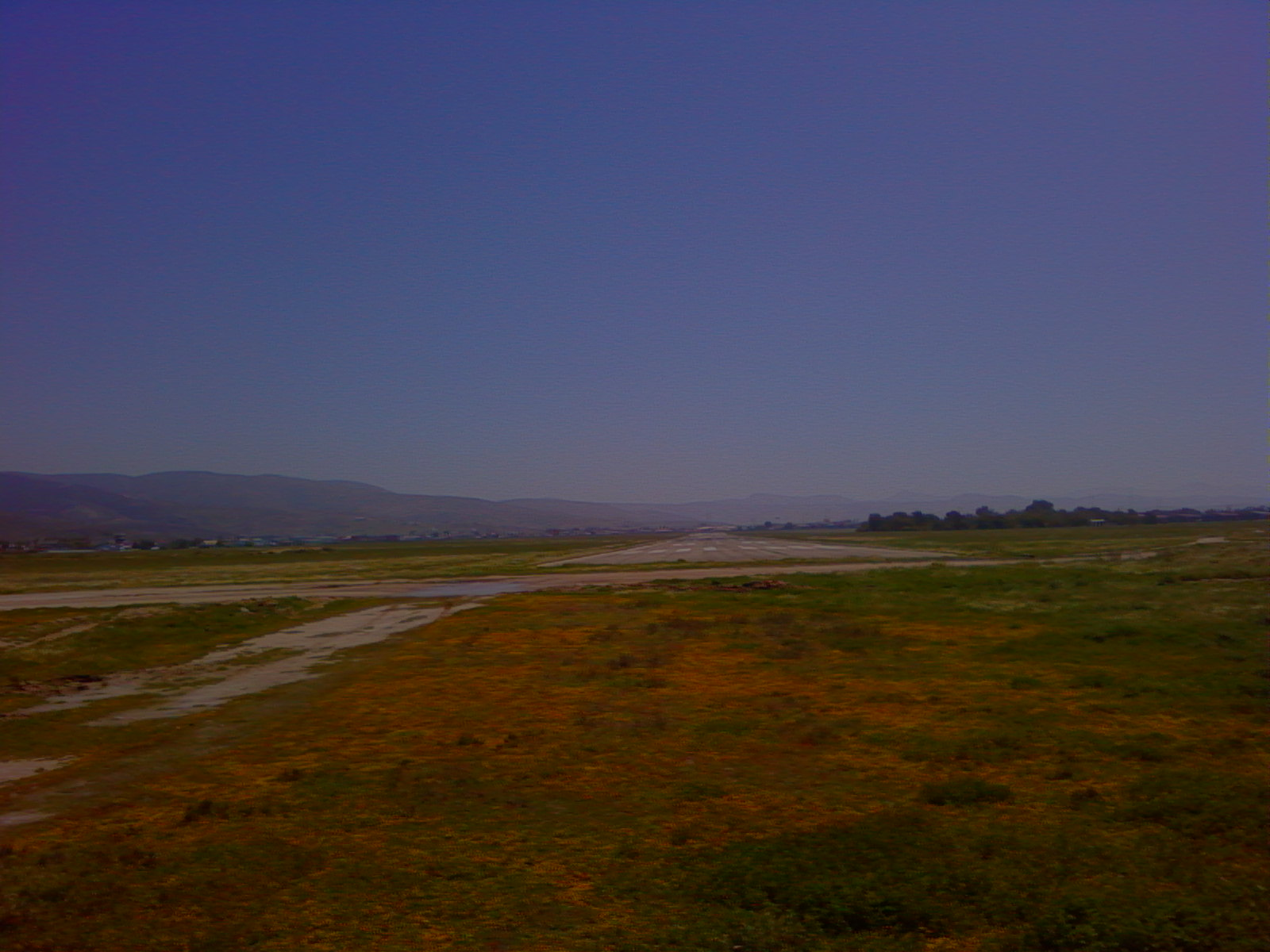
View of the 11 Runway from the beach side

Contigious military facilities at ESE.

| شرکت‌های هواپیمایی                 | مقصدهای پروازی                     |
| --------------------------------- | ---------------------------------- |
| Aéreo Servicio Guerrero           | گوئررو نگرو، ایسلا د سدروس         |
| Aeroservicios California Pacífico | صحرایی باهیا ترتوگا، ایسلا د سدروس |